# Embassy Gardens

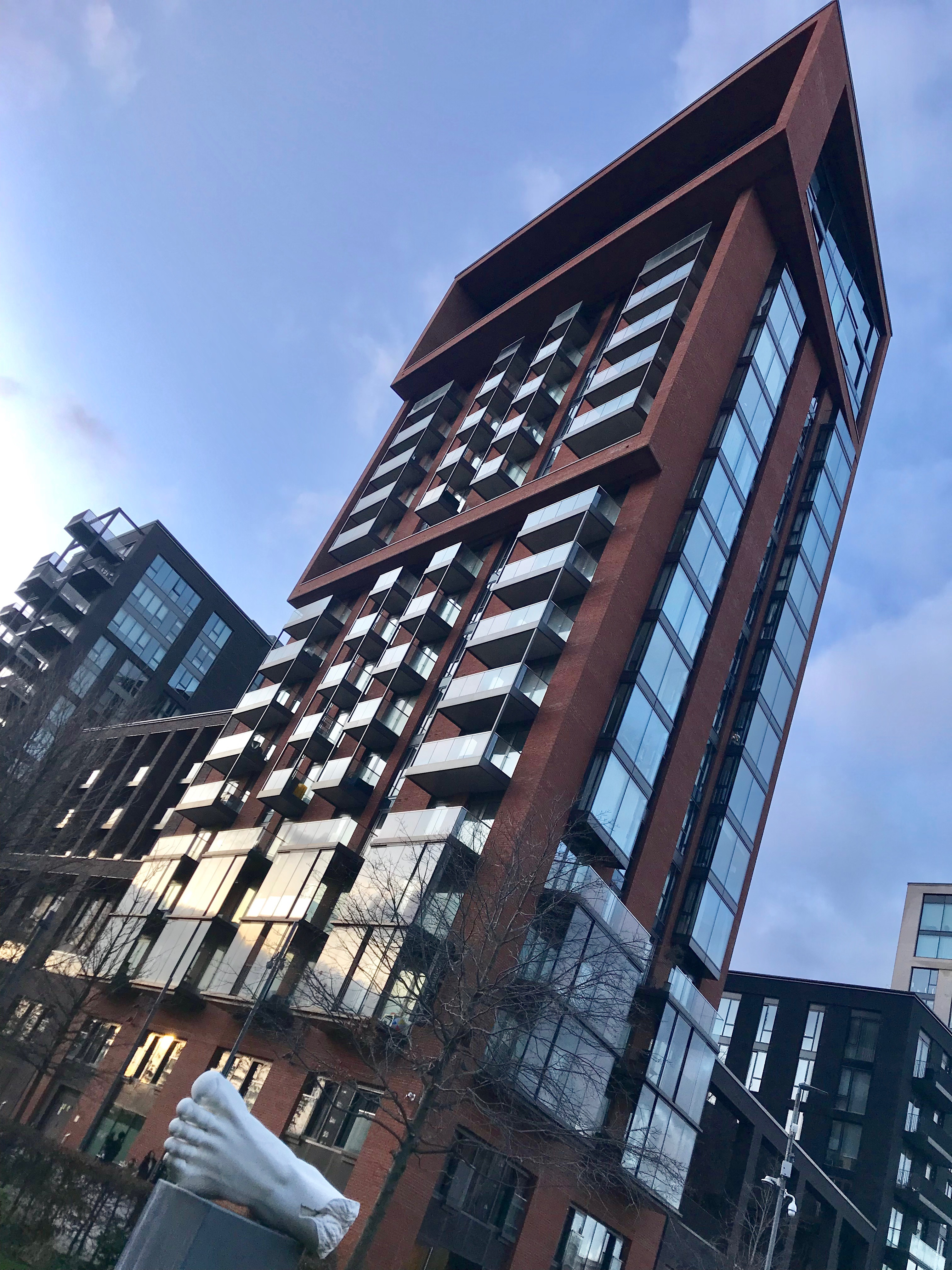
Một dãy căn hộ trong Embassy Gardens.

Embassy Gardens là một khu dân cư và phát triển kinh doanh được xây dựng bởi Ballymore Group trong khu tái sinh Nine Elms ở Luân Đôn, Anh, xung quanh tòa nhà Đại sứ quán Hoa Kỳ, tòa nhà mở cửa vào năm 2017. Nó là nơi có Sky Pool nằm "lơ lửng" trên không trung cách mặt đất 35 mét (115 ft) và là cây cầu nối giữa hai tòa chung cư gần đó.
Vào ngày 16 tháng 2 năm 2012, Wandsworth Council có kế hoạch của Ballymore Group cho sự phát triển 15 mẫu. Embassy Gardens được dự định "cung cấp tới 1.982 ngôi nhà mới cùng với các cửa hàng, quán cà phê, quán bar, nhà hàng, không gian kinh doanh, một khách sạn 100 giường, một trung tâm y tế, khu vui chơi cho trẻ em và sân thể thao".
Vào năm 2014, Ballymore cho biết mình sẽ kết hợp Lazard và CBRE Group để tăng thêm khoảng 2,5 tỷ euro để tài trợ cho khu phát triển Embassy Gardens.
Vào tháng 7 năm 2017, 25 căn hộ đã được mở bán bởi EcoWorld Ballymore cho những ngôi nhà nhìn ra Sky Pool với giá khởi điểm là 1 triệu bảng. Bể bơi ngoài trời "lơ lửng" cao 35 mét (115 ft) đóng vai trò là cây cầu nối giữa hai tòa chung cư. Các cư dân ở đó có thể bơi giữa hai tòa nhà với tầm nhìn ra Mắt Luân Đôn và Cung điện Westminster.
Vào tháng 3 năm 2021, các cư dân của Embassy Gardens đã nói với tờ Financial Times rằng họ cảm thấy mình bị "mắc kẹt" trong căn hộ của họ, một người dân đã nói rằng mức phí dịch vụ đã tăng 58% trong 5 năm khiến mức phí hàng năm đã lên tới hơn 6.500 bảng. Đây là mức tăng từ 10% đến 15% mỗi năm, cao hơn nhiều so với tỷ lệ lạm phát 2,9% mỗi năm của Vương quốc Anh tại thời điểm đó.

## Sky Pool

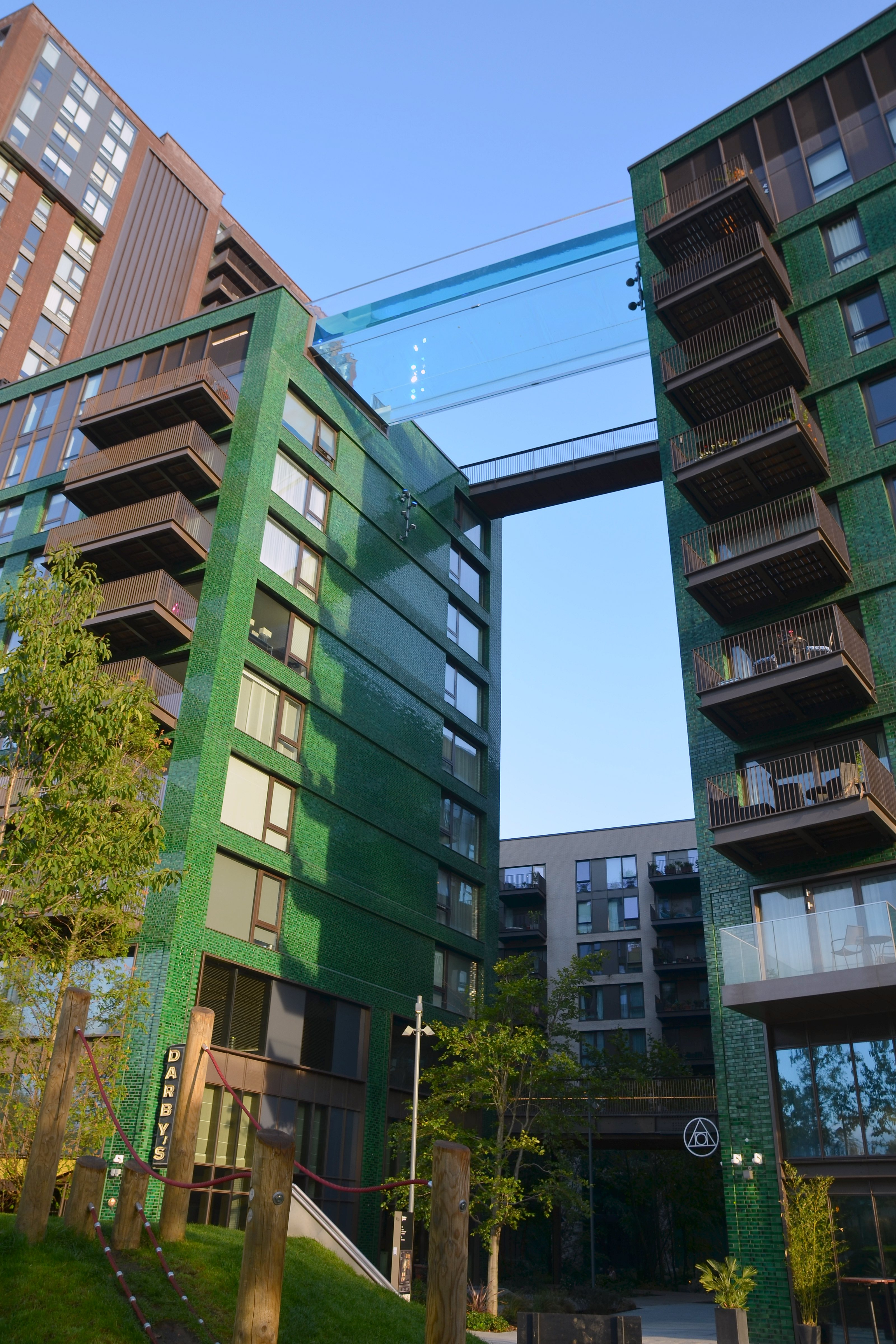
Embassy Gardens giai đoạn hai với Sky Pool

"Sky Pool" là một hồ bơi dài 14 mét (46 ft) đồng thời là cây cầu nối giữa hai tòa chung cư cao tại Embassy Gardens. Nó cao 35 mét (115 ft) so với mặt đất và nó là "hồ bơi lơ lửng" đầu tiên thuộc thể loại này. Nó chỉ dành cho công dân của chung cư và nó không mở cửa cho công chúng.